# Куркулаб
Куркулаб (Дмитриевский) — посёлок в Ахалском велаяте Туркмении, на реке Куркулаб примерно в 29 км к юго-западу от города Геок-Тепе. Находится в горах Копетдага в долине, образованной реками Сакисяб и Куркулаб.

## История
Основан в 1891 году русскими переселенцами в Гермабо-Куркулабской долине под названием Кулкулаб, но вскоре переименован в Дмитриевский. В 1910 году население составляло 51 человек. После революции переименован в Куркулаб.